# Jungle Book: Lost Treasure
Jungle Book: Lost Treasure (La primera aventura de Mowgli en España y Mowgli: En busca del diamante en Hispanoamérica) es una película estadounidense de 1998 dirigida por Michael McGreevey. Está protagonizada por Antonio Baker, Gary Collins, Lindsey Peter, Sean Price McConnell, Michael Beck y Michael Des Barres. La película se estrenó el 10 de abril de 1998, siendo distribuida por Le Monde Entertainment.

## Sinopsis
Un grupo de exploradores intentan buscar el diamante ojo del elefante, un diamante que fue oculto hace muchos años, Mientras Mowgli (Antonio Baker) intenta salvarlos de Kohabeez (Michael Des Barres), un bandido que quiere llegar antes que ellos. 

## Reparto
- Antonio Baker - Mowgli
- Lindsey Peter - Lindsey Miller
- Sean Price McConnell - Travis Donovan
- Gary Collins - Profesor Warren Miller
- Michael Beck - Profesor Gershwin Donovan
- Kimberly Pullis - Christie Jessup
- James Hereth - Scottie Tannen
- Michael Des Barres - Kohabeez
- Warren A. Stevens - Rajiv

- Datos: Q3811266